# Laminado melamínico

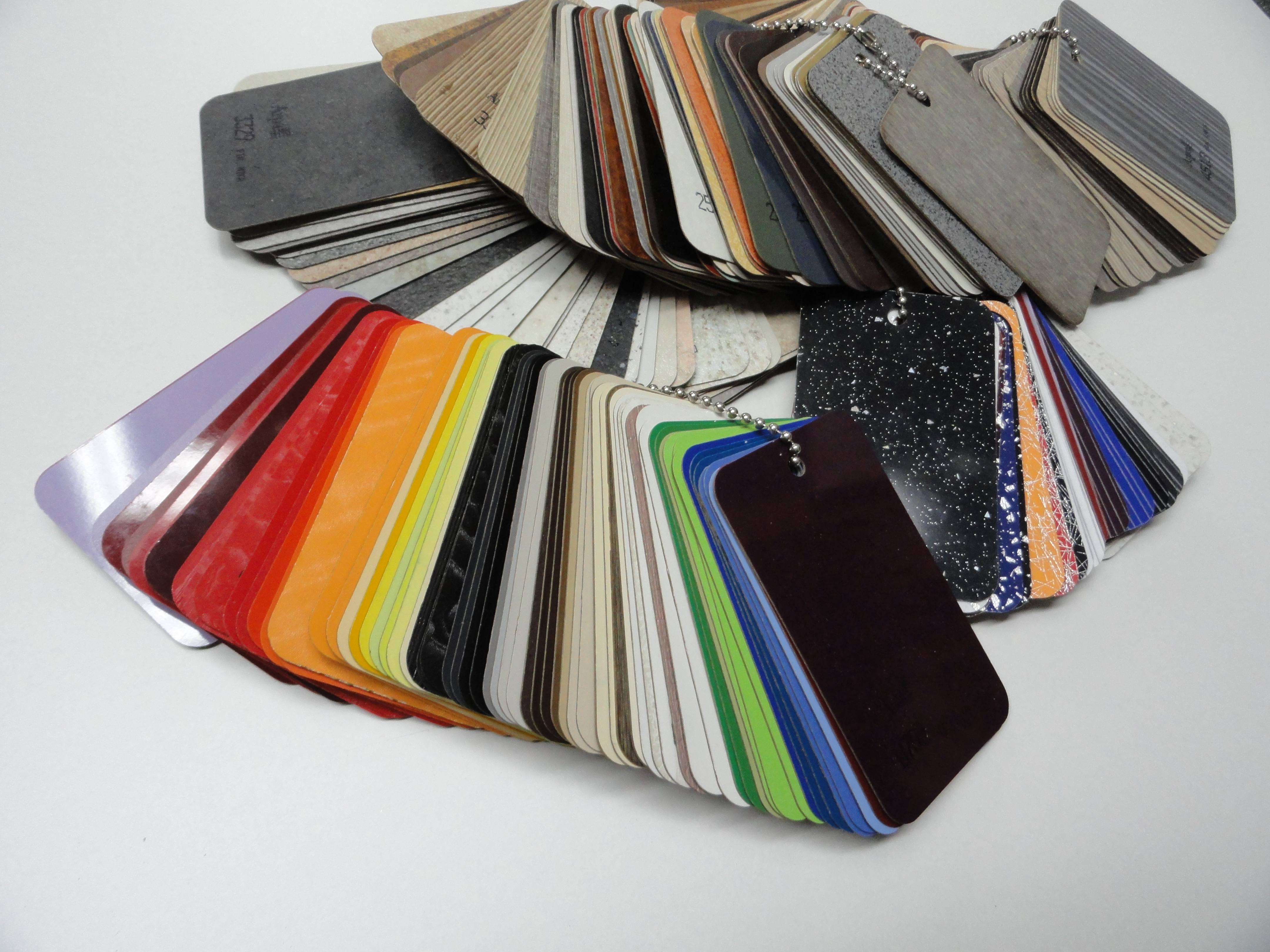
Amostras de laminados melamínicos de alta pressão

Laminado melamínico (também conhecido como  fórmica ou laminado decorativo) é um material compósito laminado, premoldado em formas, inventado por John Frederick Hosler e Theodore Russell Clarke, que utiliza as propriedades  da resina melamínica.

## Utilização
É utilizado para revestimento de móveis, ambientes, tanto nas paredes quanto nos pisos, e até mesmo no forro ou fachada.

## Produção
É produzido a partir de resinas termo-fixas sobre uma tela de fibra depositada a ar, termo-prensadas. Ou ainda "laminado decorativo, consolidado por calor e pressão". Sobre a superfície são adicionadas texturas e diversos padrões de acabamento, com simulações de madeiras, granitos, mármores, metais e outros, também denominados padrão "fantasia", sem correspondência visual com materiais de origem natural.

## Comercialização
É vendido em chapas cuja dimensão varia conforme o fabricante e a padronagem, mas a dimensão mais comum é 308x125xcm x 1,3mm de espessura. As chapas de laminado costumam ser coladas sobre as superfícies a revestir com cola de contato.